# Халбан, Хенрик
Хенрик Халбан или Генрих Гальбан (пол. Henryk Halban; род. 9 сентября 1870, Краков — ум. 12 декабря 1933, Львов) — польский невролог, психиатр, профессор Львовского университета, организатор и руководитель кафедры неврологии и психиатрии (1905—1933), декан медицинского факультета, ректор (1933) Львовского университета, доктор медицинских наук.

## Биография
Медицинское образование Х.Халбан получил в 1896 г. в Ягеллонском университете в Кракове.
Докторскую диссертацию защитил в 1896 г.
Затем стажировался в Берлине в 1897—1899.
С 1899 по 1903 работал ассистентом, а с 1903 по 1905 гг. — доцентом кафедры неврологии и психиатрии университета им. Яна Казимира во Львове.
Продолжил стажировку в Венском университете в 1903, где по совместительству был научным сотрудником кафедры анатомии и физиологии,
С 1905 по 1914 гг. — профессор, заведующий кафедрой неврологии и психиатрии Львовского университета,
Во время первой мировой войны с 1914 по 1918 гг.- директор Венского военного госпиталя.
Затем санитарный инспектор польской армии (1918—1920). Участник польско-украинской войны в 1918—1919 гг.
В 1920—1933 гг. — профессор, организатор и руководитель кафедры неврологии и психиатрии.
Являлся организатором амбулатории в 1905 г., отделения в 1924 г. и клиники неврологии в 1930 г. Львовского университета.
Трижды был деканом медицинского факультета. В 1933 году был избран ректором Львовского университета, однако, по причине тяжелой болезни отказался от предложенного поста.
Хенрик Халбан — основатель Львовской научной школы неврологии и психиатрии.
Направлениями научных исследований ученого были: проблемы клинической невропатологии, один из первых им описаны морфологические изменения в мозге при прогрессирующем параличе Ландри, псевдобульбарном параличе; изучение изменений в центральной нервной системе при столбняке, спинном туберкулезе, клинико-неврологические аспекты дрожащего паралича, алкогольной полинейропатии; им были исследованы вопросы диагностики и лечения заболеваний экстрапирамидной системы, в частности летаргического энцефалита, одним из первых им были предложено использование гипертермии для терапии прогрессирующего паралича.
За заслуги в области науки в 1930 г. был награждён Большим Крестом Ордена Возрождения Польши.
Похоронен на территории Мемориала львовских орлят Лычаковского кладбища во Львове .

## Основные труды
- Zur Kenntnis der infantilen Pseudobulboparalise. Wien Klin Wchschr 1899, № 40;
- Beitrag zur aetiologie der Paralisis agitans. Wien Klin Wchschr 1899, № 21;
- Przyczynek do sprawy rozsianego zapalenia nerwyw wskutek zatrucia wyskokiem. Przegl Lek 1900, № 17;
- Ueber juvenile Tabes, nebst Bemerkungen ueber symptomatische Migraene (дис. праця). Wien, 1901;
- Weiterer Beitrag zur Kenntnis der juvenilen Tabes. Wien Klin Wchschr 1901;
- Zur Prognoze der progressiven Paralyse. Jhrb Psychiat Neurol 1902;
- O poraїeniu postкpowym w wieku mіodziecczym. Lwyw Tyg Lek, 1911, № 21-25;
- W sprawie rokowania i leczenia poraїenia postкpowego. Lwow Tyg Lek 1909, № 49, 50.